# Chronologie de la télévision française des années 1970
 (mai 2025).
Si vous disposez d'ouvrages ou d'articles de référence ou si vous connaissez des sites web de qualité traitant du thème abordé ici, merci de compléter l'article en donnant les références utiles à sa vérifiabilité et en les liant à la section « Notes et références ».
Cette page présente une chronologie de la télévision française des années 1970. Elle rassemble les évènements et les productions françaises ou étrangères (séries, feuilletons, émissions...) qui se sont montrés remarquables pour une raison ou une autre.
Les programmes cités ci-dessous sont indiqués suivant leur année d'apparition ou de première diffusion. Ils peuvent cependant apparaître une seconde fois, en certaines circonstances, comme le changement d'acteur principal pour une série, de présentateur pour une émission, avec indication de cette modification.

## Évènements notables
- 1970 : 70,4 % des ménages français équipés en télévision.
- 17 février 1970 : Première de l'émission À armes égales
- Janvier 1971 : introduction de la publicité de marque sur la deuxième chaîne.
- 14 décembre 1971 : lors de l'émission À armes égales, Maurice Clavel quitte le plateau en s'exclamant: « Messieurs les censeurs, bonsoir ! ».
- 1971 : apparition de la première télécommande.
- Avril 1972 : Des actualités régionales sont diffusées sur la 1re et la 2e chaînes.
- 3 juillet 1972 : loi sur le statut de l'ORTF. Création d'un poste de PDG nommé par le gouvernement, Arthur Conte, et de deux chaînes distinctes. Plafonnement des ressources de publicité à 25 %. Instauration du service minimum.
- 31 décembre 1972 : inauguration de la troisième chaîne de télévision Chaine 3 couleur
- 31  décembre 1974 : L'ORTF est dissoute, les  programmes durent jusqu'au 5 janvier 1975 inclus. 1er jour de diffusion de TF1 Antenne 2 et FR3 le lendemain.
- Janvier 1975 : Jean-Louis Guillaud est nommé président de TF1, Maurice Ulrich d'Antenne 2 et Claude Contamine de FR3.
- Mai 1978 : retransmission intégrale du tournoi de Roland-Garros (TF1)

## Émissions

### Émissions sur le cinéma
- Mars 1976 : Cinéma de minuit

### Émissions culturelles
- 1974 : Télé-Philatélie devient Philatélie-Club.

### Émissions de divertissement
- 4 octobre 1971 : Le Grand Amphi qui deviendra Le Grand Échiquier l'année suivante (présenté par Jacques Chancel) sur la 1
- 12 janvier 1972 : Le Grand Échiquier (présenté par Jacques Chancel) sur la 2 puis  Antenne 2
- 15 septembre 1973 : La Une est à vous (produit par Guy Lux)
- 19 janvier 1975 : Le Petit Rapporteur (présenté par Jacques Martin, Pierre Bonte, Piem, Pierre Desproges, Stéphane Collaro et Daniel Prévost) (TF1)
- 30 janvier 1977 : Bon dimanche (présenté par Jacques Martin) (Antenne 2)
- Décembre 1977 : Le Cinéma du dimanche soir (TF1)

### Émissions documentaires
- 12 novembre 1972 : La Caméra au poing (présenté par Christian Zuber)
- 27 septembre 1975 : Thalassa (présenté par Georges Pernoud (FR3)
- 6 janvier 1976 : 30 millions d'amis

### Émissions d'information
- 19 mai 1970 : Aujourd'hui Madame
- Septembre 1972 : INF2 et 24H sur la une remplacent Information Première et 24h sur la deux le 11 septembre. En  fait les rédactions ont été interverties et épurées.  Desgraupes  a été remercié sur la une
- 1975  : IT1  sur TF1 présenté par Mourousi (13h) Gicquel (20h)  Et Jean-Claude Bourret (week-end)
- L'enjeu (présenté par François de Closets et Emmanuel de La Taille) (TF1)
- 2 janvier 1979 : Antenne 2 Midi (Antenne 2) pour les JT  de la mi-journée (il n'en existait que le week-end sur la 2)

### Émissions destinées à la jeunesse
- 1970 : Banana split
- 31 décembre 1972 : Jeunes Années
- 1973 : Les Mercredis de la jeunesse (la première chaîne de l'ORTF)
- 1974 : Courte échelle
- 1974 : Vacances animées
- 16 septembre 1974 : L'Île aux enfants (ORTF 3, FR3 puis TF1)
- 6 janvier 1975 : FR3 Jeunesse (FR3)
- 8 janvier 1975 : Les Visiteurs du mercredi (TF1)
- septembre 1976 : Mercredi animé (Antenne 2)
- 5 septembre 1977 : Dorothée et ses amis (Antenne 2)
- 3 juillet 1978 : Récré A2 créée par Jacqueline Joubert (Antenne 2)
- 3 juillet 1978 : Acilion et sa bande
- 1978 : 1, rue Sésame

### Émissions littéraires
- 7 octobre 1970 : Post-Scriptum (présenté par Michel Polac)
- Avril 1973 : Ouvrez les guillemets (présenté par Bernard Pivot)
- 10 janvier 1975 : Apostrophes (présenté par Bernard Pivot) (Antenne 2)

### Émissions politiques
- 17 février 1970 : À armes égales (présenté par Alain Duhamel, André Campana, Michel Bassi et Guy Claisse) (ORTF)
- 1972 : L'Heure de vérité (présenté par Michel Péricard)
- 12 septembre 1972 : Actuel 2 (présenté par Jean-Pierre Elkabbach, Jean-Marie Cavada, François de Closets et Jean-Michel Desjeunes)
- 1973 : Les Trois vérités (présenté par Alain Duhamel et Michel Bassi)
- 1975 : Questionnaire (présenté par Jean-Louis Servan-Schreiber) (TF1)
- 1977 : Cartes sur table (présenté par Jean-Pierre Elkabbach et Alain Duhamel) (Antenne 2)
- 1979 : Grands témoins (présenté par Jean-Marie Cavada) (FR3)
- 18 avril 1979 : Première de Une Heure avec le président de la République

### Émissions scientifiques
- 1968 :  Eurêka (une émission de Michel Treguer et Marc Gilbert)
- 1972 : La Petite Science (première émission jeunesse de la science) (de Michel Chevalet) (l'ORTF)
- 1975 : L'Avenir du futur (une émission de Jean-Pierre Hutin)
- 1979 : Objectif Demain (présenté par Laurent Broomhead)
- 21 avril 1979 : Temps X (présenté par Igor et Grichka Bogdanoff (TF1)

### Émissions sportives
- 4 janvier 1975 : Automoto
- 12 janvier 1975 : Droit au but
- 28 décembre 1975 : Stade 2
- 16 septembre 1977 : Téléfoot

### Jeux
- 25 juillet 1970 : La Preuve par quatre
- 3 octobre 1970 : L’Avis à deux
- 1970 : Pourquoi ?
- 1971 : Le Tourniquet
- 1971 : Entrez sans frapper
- 3 janvier 1972 : Réponse à tout
- 4 janvier 1972 : Des chiffres et des lettres
- 24 décembre 1972 : Le dernier des cinq
- 1973 : La Boîte à malice
- 1975 : Altitude 1000
- 1975 : Le Blanc et le noir
- Mars 1976 : Les Jeux de 20 heures (FR3)

## Fiction

### Feuilletons
- 9 juin 1970 : La Légende de Bas-de-Cuir
- 8 septembre 1970 : Téva opération Gauguin
- 11 septembre 1970 : La Maison des bois
- 1er octobre 1970 : Mauregard
- 3 octobre 1970 : La Dynastie des Forsyte
- 4 octobre 1970 : Le Sixième Sens
- 30 novembre 1970 : Noële aux quatre vents
- 1970 : Les Enquêteurs associés
- 28 janvier 1971 : Quentin Durward
- 4 mai 1971 : Adieu mes quinze ans
- 7 août 1971 : Le Voyageur des siècles
- 28 octobre 1971 : Aubrac-City
- 18 décembre 1971 : La Dame de Monsoreau
- 1er janvier 1972 : La Révolte des haïdouks
- 8 janvier 1972 : La Demoiselle d'Avignon
- 21 février 1972 : Le 16 à Kerbriant
- 3 juin 1972 : Mandrin
- 4 juillet 1972 : Les Dernières Volontés de Richard Lagrange
- 21 septembre 1972 : Les Misérables
- 5 octobre 1972 : Les Boussardel
- 18 décembre 1972 : Les Gens de Mogador
- 21 décembre 1972 : Les Rois maudits
- 23 décembre 1972 : Les Thibault
- 8 janvier 1973 : Joseph Balsamo
- 16 janvier 1973 : La Porteuse de pain
- 1er février 1973 : Le Jeune Fabre
- 26 février 1973 : Les Aventures du capitaine Lückner
- 13 mars 1973 : La Feuille de bétel
- 20 mars 1973 : Le Renard et les Grenouilles
- 19 avril 1973 : Un grand amour de Balzac
- 25 avril 1973 : Arpad le Tzigane
- 4 juillet 1973 : La Duchesse d'Avila
- 25 septembre 1973 : Les Mohicans de Paris
- 31 octobre 1973 : Poker d'As
- novembre 1973 : Molière pour rire et pour pleurer
- 17 décembre 1973 : L'Île mystérieuse
- 1973 : Les Aventures extraordinaires du baron von Trenck
- 1973 : Docteur Caraïbes
- 1973 : Lucien Leuwen
- 3 janvier 1974 : Le Secret des Flamands
- 18 février 1974 : À dossiers ouverts
- 20 février 1974 : Le deuil sied à Électre
- 14 mars 1974 : Le soleil se lève à l'est
- 25 mars 1974 : La Folie des bêtes
- 2 avril 1974 : Gil Blas de Santillane
- 6 mai 1974 : Nans le berger
- 27 mai 1974 : Les Faucheurs de marguerites
- 10 juin 1974 : Deux ans de vacances
- 18 septembre 1974 : L'Hiver d'un gentilhomme
- 11 octobre 1974 : Le Dessous du ciel
- 4 novembre 1974 : À vous de jouer Milord
- 13 novembre 1974 : L'Accusée
- 22 novembre 1974 : Ardéchois cœur fidèle
- 16 décembre 1974 : Chéri-Bibi
- 17 décembre 1974 : La Cloche tibétaine
- 17 décembre 1974 : Paul et Virginie
- 20 décembre 1974 : Le Pain noir
- 27 février 1975 : L'Âge en fleur
- 3 avril 1975 : Maîtres et Valets
- 5 avril 1975 : Le Pèlerinage
- 17 mai 1975 : L'Homme sans visage
- 5 juin 1975 : Pilotes de courses
- 7 novembre 1975 : Le Renard à l'anneau d'or
- 20 décembre 1975 : Splendeurs et misères des courtisanes
- 23 décembre 1975 : Michel Strogoff
- 24 décembre 1975 : Marie-Antoinette
- mai 1976 : Sandokan
- 8 juillet 1976 : Nick Verlaine ou Comment voler la Tour Eiffel
- 2 août 1976 : Les Douze Légionnaires
- 17 septembre 1976 : La Poupée sanglante
- 23 septembre 1976 : Anne jour après jour
- 23 septembre 1976 : La Vie de Marianne
- octobre 1976 : Le Cœur au ventre
- 18 décembre 1976 : Ces beaux messieurs de Bois-Doré
- mars 1977 : Fachoda, la mission Marchand
- 18 juillet 1977 : Peter Voss, le voleur de millions
- 10 septembre 1977 : Le Riche et le Pauvre
- 30 septembre 1977 : D'Artagnan amoureux
- 19 décembre 1977 : Au plaisir de Dieu
- 1977 : Captains and the Kings
- 19 avril 1978 : Émile Zola ou la Conscience humaine
- 4 mai 1978 : Ce diable d'homme
- 7 juin 1978 : Moi Claude empereur
- 15 juin 1978 : Le Mutant
- 2 juillet 1978 : La Conquête de l'Ouest
- 27 juillet 1978 : Les Hommes de Rose
- 26 octobre 1978 : Le Temps des as
- 15 décembre 1978 : Gaston Phébus
- 13 janvier 1979 : Les Héritiers
- 8 février 1979 : Le Roi qui vient du sud
- 23 mars 1979 : La Lumière des justes
- 21 septembre 1979 : L'Île aux trente cercueils
- 12 octobre 1979 : Pour tout l'or du Transvaal
- 15 novembre 1979 : Mon ami Gaylord
- 22 décembre 1979 : Les Quatre Cents Coups de Virginie
- 22 décembre 1979 : Les Dames de la côte
- décembre 1979 : Le Comte de Monte-Cristo
- 1979 : Holocauste
- 1979 : Mazarin

### Séries
- 21 janvier 1970 : Maurin des Maures
- 6 mars 1970 : L'Homme à la valise
- 6 avril 1970 : Ranch L
- 5 juin 1970 : Hondo
- 27 juin 1970 : Le Service des affaires classées
- 4 juillet 1970 : Les Règles du jeu
- 11 juillet 1970 : Opération vol
- 2 août 1970 : Le Grand Chaparral
- 1er novembre 1970 : Les Bannis
- 2 janvier 1971 : Département S
- 5 janvier 1971 : Les Nouvelles Aventures de Vidocq
- 18 mars 1971 : Arsène Lupin (la deuxième chaîne de l'ORTF)
- 14 avril 1971 : Omer Pacha
- 17 avril 1971 : La Nouvelle Équipe
- 25 juin 1971 : Le Proscrit
- 17 juillet 1971 : Les Champions
- 2 août 1971 : La Brigade des maléfices
- 4 octobre 1971 : Aux frontières du possible
- 23 décembre 1971 : Schulmeister, l'espion de l'empereur
- 19 février 1972 : La Malle de Hambourg
- 6 mars 1972 : Les Évasions célèbres
- 10 mars 1972 : Coup double
- 29 mars 1972 : Aventures australes
- 30 mars 1972 : L'Immortel
- 14 juillet 1972 : Au-delà du réel
- 28 septembre 1972 : Sam Cade
- 3 octobre 1972 : Amicalement vôtre
- 24 novembre 1972 : Poigne de fer et séduction
- 20 décembre 1972 : Columbo
- 20 février 1973 : Les Aventures du capitaine Lückner
- 25 février 1973 : Cannon
- 2 mars 1973 : Anna et le Roi
- 1er juin 1973 : Graine d'ortie
- 13 juillet 1973 : Hawaï police d'État
- 30 juillet 1973 : Karatekas and co
- 15 septembre 1973 : L'Aventurier
- septembre 1973 : La mer est grande
- 1973 : Arthur, roi des Celtes
- 4 janvier 1974 : Banacek
- 13 avril 1974 : Kung Fu
- 14 avril 1974 : L'Homme de Vienne
- 23 juillet 1974 : Un curé de choc
- 25 juillet 1974 : Alexandre Bis
- 13 août 1974 : Malaventure
- 23 août 1974 : Cimarron
- 12 octobre 1974 : Les Rues de San Francisco
- 9 novembre 1974 : Le Sixième Sens
- 21 décembre 1974 : Les Brigades du Tigre (la deuxième chaîne de l'ORTF) et (Antenne 2)
- 6 janvier 1975 : Jo Gaillard
- 8 janvier 1975 : Kojak
- 11 janvier 1975 : L'Homme qui valait trois milliards
- 11 janvier 1975 : Colditz
- 8 mars 1975 : Gunsmoke
- 21 avril 1975 : Les Grands Détectives
- 27 juillet 1975 : Le Magicien
- 13 septembre 1975 : Peyton Place
- 21 septembre 1975 : Vivre libre
- 13 décembre 1975 : Cosmos 1999
- 17 décembre 1975 : La Planète des singes
- 7 janvier 1976 : Police Story
- 15 janvier 1976 : Baretta
- 4 février 1976 : Opération danger
- 7 mars 1976 : M*A*S*H
- 14 mars 1976 : Switch
- 11 avril 1976 : Brigade criminelle
- 24 avril 1976 : L'Homme invisible (1975)
- 16 mai 1976 : La Barbe à papa
- 16 mai 1976 : Section 4
- 23 mai 1976 : La Côte sauvage
- 4 août 1976 : Un shérif à New York
- 4 août 1976 : Commissaire Moulin
- 22 août 1976 : Happy Days
- 19 septembre 1976 : Super Jaimie
- 29 septembre 1976 : L'aventure est au bout de la route
- 23 octobre 1976 : Daniel Boone
- 18 décembre 1976 : La Petite Maison dans la prairie
- 20 décembre 1976 : Minichroniques
- 1976 : Star Maidens
- 9 janvier 1977 : Wonder Woman
- 27 mars 1977 : Les Têtes brûlées
- 8 avril 1977 : Un juge, un flic
- 9 avril 1977 : Le Nouvel Homme invisible
- 24 avril 1977 : Bonsoir chef
- 20 mai 1977 : Allez la rafale!
- 22 mai 1977 : Angoisse
- 18 juin 1977 : Sergent Anderson
- 13 septembre 1977 : Chapeau melon et bottes de cuir (1977)
- 18 septembre 1977 : Sur la piste des Cheyennes
- 8 octobre 1977 : Le Voyage extraordinaire
- 8 janvier 1978 : Drôles de dames
- 25 janvier 1978 : Les Amours sous la Révolution
- 25 février 1978 : Serpico
- 11 mrs 1978 : Madame le juge
- 10 juin 1978 : Starsky et Hutch
- 17 septembre 1978 : L'Âge de cristal
- 22 septembre 1978 : Médecins de nuit
- 20 décembre 1978 : Sam et Sally
- 29 janvier 1979 : L'Homme de l'Atlantide
- 3 février 1979 : Les Aventuriers du Far West
- 23 mars 1979 : La Lumière des justes
- 30 mars 1979 : Par-devant notaire
- 27 avril 1979 : La Vie secrète d'Edgar Briggs
- 14 juin 1979 : L'Étrange Monsieur Duvallier
- 25 juillet 1979 : Doris comédie
- 26 juillet 1979 : Miss
- 31 juillet 1979 : Les Arpents verts
- 10 septembre 1979 : Les Amours de la Belle Époque
- 15 septembre 1979 : Los Angeles, années 30
- 23 septembre 1979 : L'Île fantastique
- 30 septembre 1979 : Le Retour du Saint
- 1979 : Le Vol du pélican

### Séries jeunesse
- 1970 : Jinny de mes rêves
- 10 mars 1970 : Sébastien et la Mary-Morgane
- 10 mai 1970 : Les Galapiats
- 6 septembre 1970 : Poly à Venise
- novembre 1970 : Satanas et Diabolo
- 9 novembre 1970 : Colargol
- 6 janvier 1971 : Wally Gator
- 15 mai 1971 : Tarzan
- 15 septembre 1971 : Une Histoire de Madame La Pie
- 28 octobre 1971 : Les Aventures imaginaires de Huckleberry Finn
- 30 novembre 1971 : Oum le dauphin blanc
- février 1972 : Animal Parade
- 2 mars 1972 : Poly en Espagne
- 13 septembre 1972 : Lassie
- 25 septembre 1972 : Au clair de lune
- 18 octobre 1972 : L'Autobus à impériale
- 19 décembre 1972 : Les Aventures de Pinocchio
- 20 décembre 1972 : Le Roi Léo (premier mangas diffusé en France)
- 1972 : Snoopy
- 1972 : Les Trois Ours
- 1972 : Titi et Grosminet
- 1972 : Taz, le diable de Tasmanie
- 1972 : Speedy Gonzalès
- 1972 : Bugs Bunny
- 1972 : Pépé le putois
- 1972 : Elmer le Chasseur
- 1972 : Porky le Cochon
- 1972 : Bip Bip et Coyote
- 1972 : Sam le Pirate
- 1972 : Marvin le Martien
- 12 septembre 1973 : Poly en Tunisie
- 19 septembre 1973 : Au Pays de l'Arc-en-Ciel
- 20 octobre 1973 : Arago X-001
- 24 décembre 1973 : Toumaï
- 1973 : Touché la Tortue
- 21 janvier 1974 : Bozo le clown
- 20 mars 1974 : Prince noir
- 1er avril 1974 : Les Jackson Five
- 2 octobre 1974 : Barbapapa
- 30 octobre 1974 : Pierrot
- 13 novembre 1974 : Chapi Chapo
- novembre 1974 : Princesse Saphir
- 1974 : Daffy Duck
- 1974 : La Panthère rose
- 1974 : Calimero
- 1974 : Laurel & Hardy
- 5 mars 1975 : Scooby-Doo
- 25 juin 1975 : Inspecteur Willoughby
- 1975 : Les Aventures de l'énergie
- 1975 : Charlie Le Coq
- 24 décembre 1975 : Les Cadets de l'espace
- 9 février 1976 : Gédéon
- 23 février 1976 : Nounours
- 25 février 1976 : La Compagnie de la mouette bleue
- 13 mars 1976 : Bolek et Lolek
- 5 mai 1976 : Le Fantôme de l'espace
- 22 juin 1976 : Waldo Kitty
- septembre 1976 : Les Comètes
- 1976 : Hong Kong Fou Fou
- 1976 : Les Sentinelles de l'air
- 1976 : Krempoli
- 1976 : Gribouille
- 5 janvier 1977 : La Pierre blanche
- 9 janvier 1977 : Momo et Ursul
- janvier 1977 : Les Tifins
- 26 février 1977 : L'Araignée
- 20 avril 1977 : Les Harlem Globetrotters
- 24 juillet 1977 : Shazzan
- 14 septembre 1977 : Les Robinson suisses
- 20 novembre 1977 : Le Muppet Show
- 1977 : La Maison de Personne
- 1977 : La Noiraude
- 31 mars 1978 : Mantalo
- 3 juillet 1978 : Goldorak
- 6 juillet 1978 : Wattoo Wattoo
- 13 juillet 1978 : Papivole
- 31 juillet 1978 : Les Aventures de Gulliver
- 31 août 1978 : Les Amis de Chico
- septembre 1978 : Maya l'abeille
- 18 septembre 1978 : Candy Candy
- 30 septembre 1978 : Il était une fois... l'Homme
- 18 décembre 1978 : Tarzan, seigneur de la jungle
- 21 décembre 1978 : Le Club des Cinq
- 1978 : L'Île perdue
- 8 février 1979 : Atomas, la fourmi atomique
- 9 juillet 1979 : Vic le Viking
- août 1979 : La Bataille des planètes
- 15 septembre 1979 : San Ku Kaï (première série télé japonais diffusé en France)
- 19 septembre 1979 : Capitaine Caverne
- 22 décembre 1979 : Heidi (série télévisée d'animation)
- décembre 1979 : Heidi (série télévisée, 1978)
- 1979 : Les Aventures de Plume d’Élan
- 1979 : Hutchy le petit prince orphelin